# Mazerolles (Charente-Maritime)
Mazerolles ist eine westfranzösische Gemeinde mit 236 Einwohnern (Stand: 1. Januar 2022) im Département Charente-Maritime in der Region Nouvelle-Aquitaine (vor 2016 Poitou-Charentes). Die Gemeinde gehört zum Arrondissement Jonzac (bis 2017 Saintes) und zum Kanton Pons. Die Einwohner werden Mazerollais genannt.

## Lage
Mazerolles liegt etwa 22 Kilometer südlich von Saintes in der Kulturlandschaft der Saintonge. Umgeben wird Mazerolles von den Nachbargemeinden Jazennes im Norden und Nordwesten, Pons im Norden und Osten, Saint-Quantin-de-Rançanne im Süden sowie Tanzac im Westen.

## Bevölkerungsentwicklung
| Jahr                       | 1962 | 1968 | 1975 | 1982 | 1990 | 1999 | 2006 | 2017 |
| Einwohner                  | 218  | 201  | 206  | 180  | 187  | 217  | 252  | 228  |
| Quellen: Cassini und INSEE |      |      |      |      |      |      |      |      |

## Sehenswürdigkeiten
- Kirche Saint-Pierre in Machennes, seit 1935 Monument historique
- Kapelle Notre-Dame

Siehe auch: Liste der Monuments historiques in Mazerolles (Charente-Maritime)

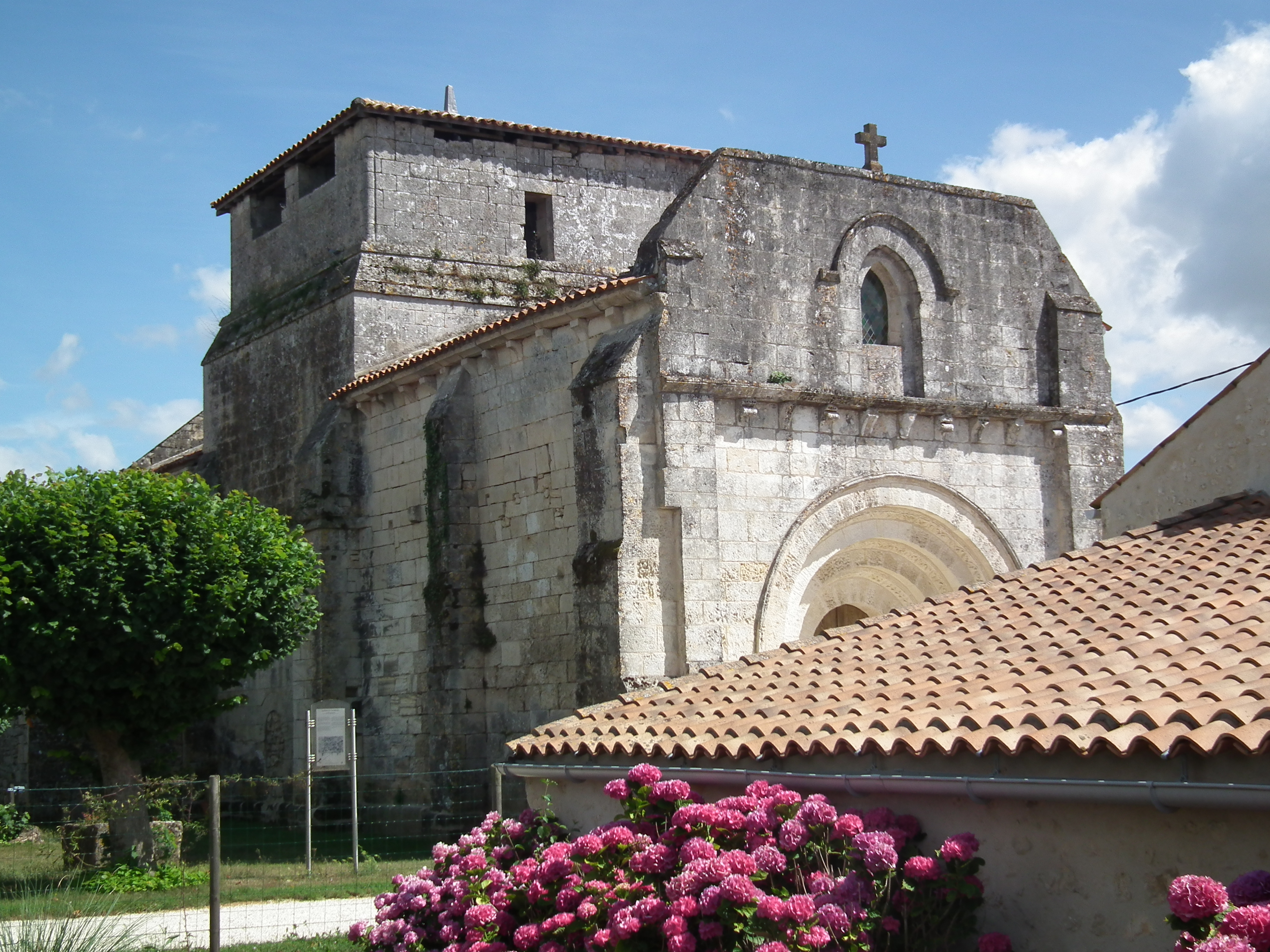
Kirche Saint-Pierre
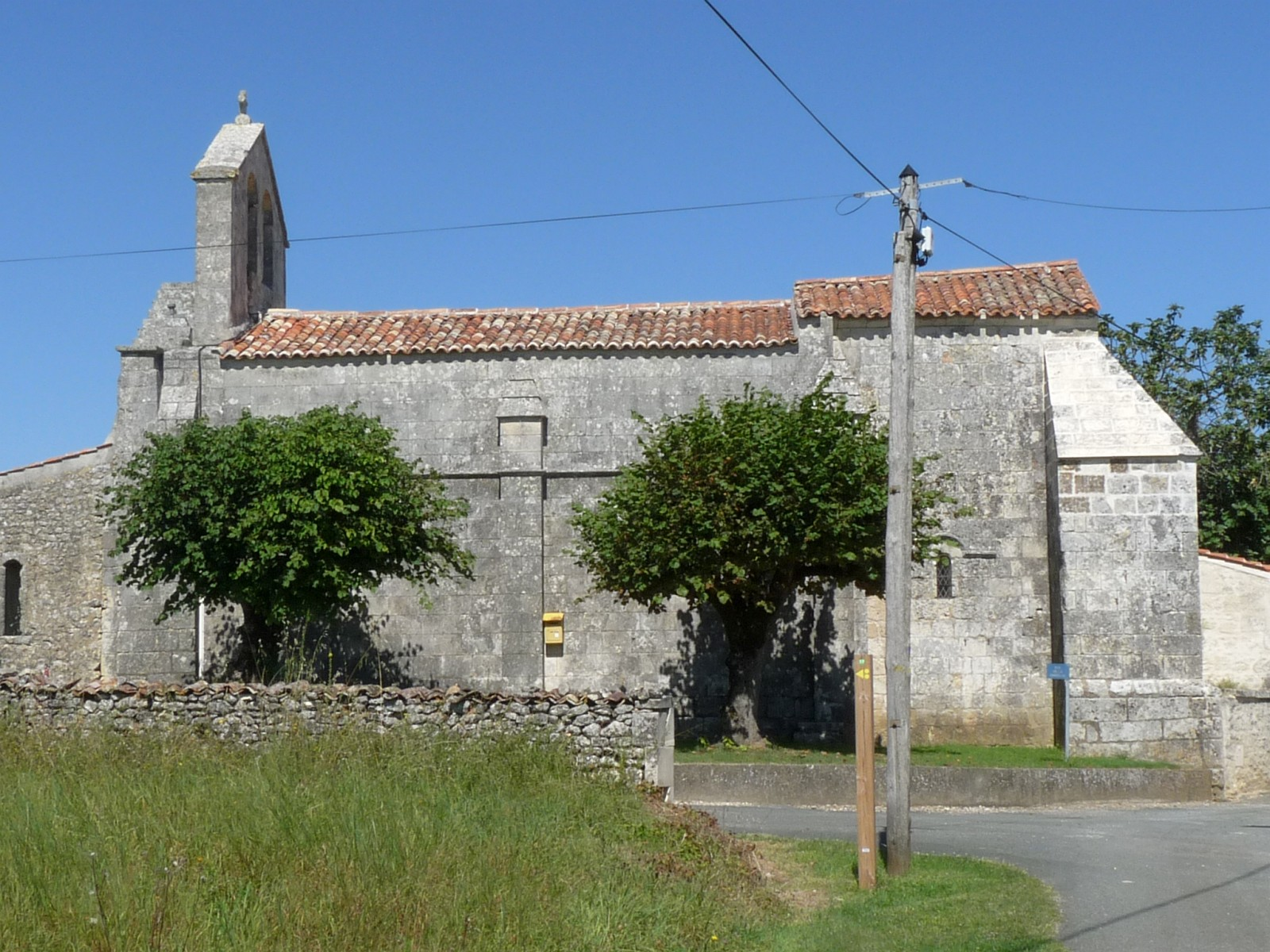
Kapelle Notre-Dame